# ジャミヤンギーン・ルハグヴァスレン
ジャミヤンギーン・ルハグヴァスレン（モンゴル語: Жамьянгийн Лхагвасурен, ラテン文字転写: Zhamyangiin Lhagvasuren）は、モンゴル人民共和国の政治家、将軍。1939年から1980年にかけて、中央委員会最高幹部会のメンバーおよび候補、そしてモンゴル人民革命党中央委員会政治局のメンバーとなった。1940年から1947年まで国家小会議の代議士を務め、1951年から国家大会議の議員。

## 経歴

### 初期の経歴、および第二次世界大戦
彼は軍人の家系に生まれた。20歳の時にモンゴル人民革命軍に志願兵として入隊し、第15騎兵師団にて勤務した。1935年にモンゴル人民革命党に入党。1935年から1937年の2年間、モスクワにおいて軍事教育を受け、V.I.レーニン名称軍事政治アカデミーを卒業。1938年まで、卒業後もモンゴル人士官候補生のリーダーとしてアカデミーに在学した。
1939年1月にモンゴルに戻ると、彼は政治評議会議長及びモンゴル人民革命軍（MPRA）の副最高司令官に就任。1939年に発生したハルハ川の戦いに参加し、更にソ日戦争の戦闘を指揮した。戦いの最中、MPRA政治委員としてソ連邦元帥ゲオルギー・ジューコフの指揮するモンゴル騎兵の副指揮官となった。戦争が最終局面を迎えると、イッサ・プリーエフ将軍の元、ザバイカル戦線のソビエト＝モンゴル騎兵機械化軍の指揮をとる。1944年、初めてモンゴル軍の大将に任命。

### 戦後
1951年、モスクワのM.V.フルンゼ名称軍事アカデミーを卒業。1955年の初めにモンゴル人民軍参謀総長に就任。任期中、スフバートル廟の改築の任を負った。1956年、体育・スポーツ委員会の委員長を務め、初代モンゴル・オリンピック委員会委員長も務めた。また、10年間にわたり人民軍大臣（1968年に国防省に改名）を務め、さらにモンゴル人民軍の総司令官をも務め、その任期中にはモンゴルの軍事の大規模な再組織を行った。1969年7月に政治局会議に呼び出され、解任された。
後に、彼はブルガリアおよびポーランドの特命全権大使となる。また、国家大会議の副主席に選出された。1982年3月に引退し、2か月後に心臓発作で死去した。

## 遺産
2012年に、モンゴル政府は彼の生誕100年を祝った。また、モンゴル地上軍の第167部隊は彼にちなみ名づけられている。